# Horti Pál
Horti Pál, született Hirt Pál (Pest, 1865. június 18. – Bombay, 1907. május 25.) festő és iparművész.
A modern iparművészeti törekvések egyik magyar úttörője, a 19/20. század fordulóján a szecessziós stílus jellegzetes képviselője volt. Alkotásai az iparművészet minden ágát (bútor, kerámia- és zománcművészet) képviselik.

## Családja, tanulmányai
Apja, Hirt Pál vagyonos szabómester, anyja Ulrich Borbála volt. Horti Pál a budapest-belvárosi reáliskola hat osztályának elvégzése után, 1881-ben a Mintarajziskola növendéke lett. Itt már megmutatkozott tehetsége, első éves korában pályadíjat nyert egy asztal intarzia tervvel. 1886-ban tette le az érettségi vizsgát, s egyidejűleg középiskolai rajztanári képesítést is szerzett. Ezután Münchenben, Párizsban, Londonban folytatott festészeti tanulmányokat. 1901. április 6-án Budapesten, az Erzsébetvárosban házasságot kötött Bányai Ilonával.

## Pályafutása
1888-ban rendezte első önálló tájképkiállítását. A favágók című képét a Képzőművészeti Társulat megvásárolta. 1890-ben a fővárosi Iparrajziskola tanára lett. Itt fordult egyre inkább az iparművészet felé. 1895-ben egy évre ismét külföldre utazott, s főleg Münchenben a művészi sokszorosítás különböző technikáit sajátította el. Visszatérve, sógora társaságában sokszorosító vállalatot alapított, amely azonban csak néhány hónapig volt működőképes, így a vállalkozás bukásának anyagi következményeit szinte haláláig viselnie kellett. 

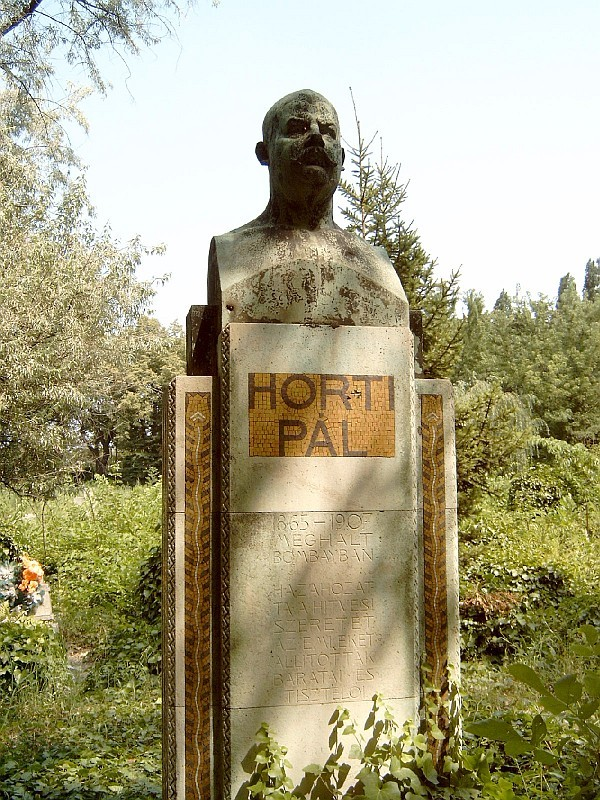
Horti Pál sírja Budapesten. Kerepesi temető: 17/3-1-24. Maróti Géza alkotása.

Iparművészeti tervei a Mintalapokban és a Magyar Iparművészetben jelentek meg, s egyre többet szerepelt bútor-, szőnyeg-és ékszertervezőként az Iparművészeti Társulat kiállításain. Ezután az agyagművesség felé fordulva kitanulta a fazekasmesterséget, a korongozást, a mázak készítését és égetését. Mázas kerámiai nagy sikert arattak az 1899-1900-as iparművészeti kiállításokon. Új patinázó és új zománcoló eljárást talált föl. Az előbbi szabadalmát a berlini Gladenbeck cég megvásárolta, a zománcoló eljárást már nem tudta szabadalmaztatni. 
1901-ben Hegedűs Sándor kereskedelmi miniszter vidéki gyűjtőmunkával bízta meg. Vas és Somogy vármegyékben tanulmányozta fazekasok különféle mázainak használatát, korongozni is megtanult. Ekkoriban tervezett kerámiái követték a helyi termékek formáját, a hivalkodó magyaros díszítést azonban elhagyta, mivel korszerűbb felfogásban szerette volna újrateremteni a nemzeti jegyeket.

„Épp oly hiba volna a régi formakincset másolni, mint a modern stílus szolgai utánzása. Mondva csinálni nemzeti stílust nem lehet.”

– Kecskeméti Katona József Múzeum

Az Iparművészeti Társulat megbízásából ő rendezte az 1902. évi torinói kiállítás magyar iparművészeti csoportját, s 1903-ban ugyancsak a társulat felkérésére a budapesti lakásberendezési kiállítást. Ebben az évben vették fel az Erzsébet szabadkőműves páholyba. Munkáival részt vett a párizsi (1900), a torinói (1902), a st. louisi (1904) világkiállításon, sőt az utóbbi rendezéséhez 1904-ben feleségével New Yorkba költözött. Számos megbízást kapott itt, s ezért szabadságát meghosszabbítva bútorokat, üvegfestményeket, mozaik díszítéseket tervezett, s grafikai munkákkal foglalkozott, egyéb, új technikákkal kísérletezett.
1906-ban a magyar kormány támogatásával Mexikóba utazott, s az ottani prekolumbián kerámia emlékeiből gazdag anyagot gyűjtött. Guillermo de Heredia építész gazdag gyűjtését, múzeumát tanulmányozta. Négy hónapig tartózkodott itt, s sárgalázban megbetegedett. Innen Japánba utazott, s egy hónapot töltött főként Jokohamában és Tokióban. Hazafelé jövet Bombayban ismét sárgalázba esett és 6 napos agónia után  meghalt.
Amerikai és ázsiai útjai során egyre inkább a turanizmus híve lett és a magyarok eredetét kutatta, saját művészetében azonban inkább a skóciai Arts and Crafts mozgalom és a belga art nouveau stílusjegyeit ötvözte.

## Művészete

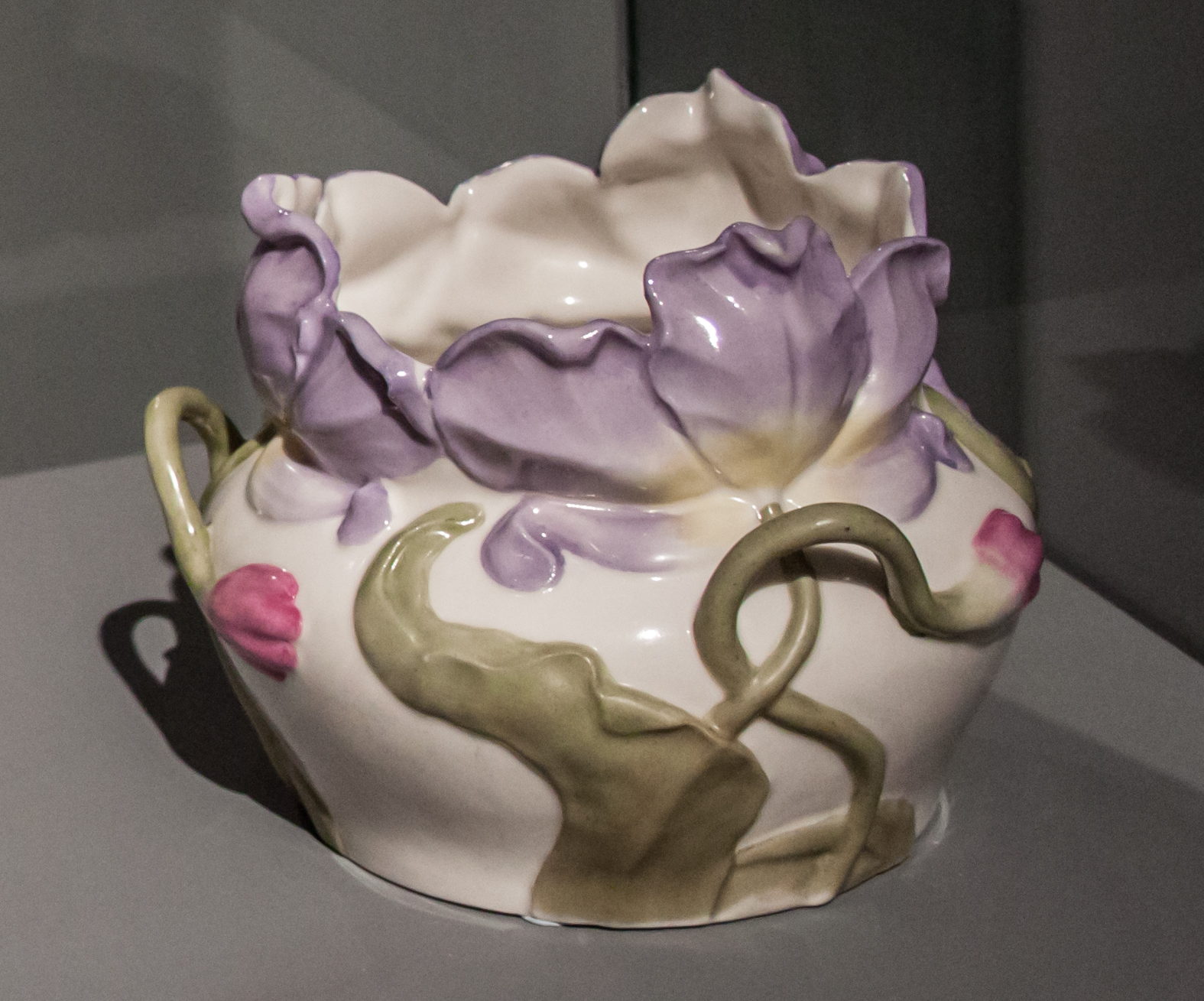
Horti alkotása az Iparművészeti Múzeumban

Az 1897-ben alapított Magyar Iparművészet című folyóirat folyamatosan hírt adott Horti munkásságáról, amelynek skálája hihetetlenül gazdag volt. Bútorok és lakberendezési tárgyak tervezésén kívül tapétamintákat, üvegablak-, szőnyeg- és textilterveket alkotott. Foglalkozott  kovácsoltvas és ötvös tárgyak kialakításával is. Sőt az agyagművesség, a zománckészítés és a könyvművészet területén is maradandót hozott létre. Művei közül legfontosabbnak, a  síkszerűséget hangsúlyozó angol belsőépítészeti törekvések és a formagazdagabb belga art nouveau sajátos ötvözetét megjelenítő bútorait és enteriőrjeit tekintik.
A 19/20. század fordulóján induló magyar iparművészet „hőskorának” úttörője volt több mint egy évtizeden át (korai haláláig).

## Díjai
- 1899 – Iparművészeti Állami Nagy Aranyérem
- 1900 – Párizsi világkiállításon az iparművészet különböző ágait képviselő műveivel Grand Prix-t nyert. (Összesen 5 kitüntetést)
- 1900 – Ferenc József-rend lovagkeresztje (Párizsi világkiállításon szerzett érdemeiért.)
- 1902 – Grand Prix (Torino)
- 1902 – Legfelsőbb királyi elismerés[6]
- 1902 – Olasz Koronarend Lovagkeresztje

## Művei
- A Mátyás-szobrot ábrázoló festménye a kolozsvári római katolikus plébánián van kiállítva.
- Szőnyeg
- Ebédlőszekrény
- Az Iparművészeti Társulat 1901. évi tavaszi tárlatának katalógusa (borítókötés).
- A Ráth György villa (ma Hopp Ferenc Ázsiai Művészeti Múzeum) belső berendezése Horti Pál munkája volt.

### Művei a Kecskeméti Katona József Múzeum állandó kiállításán

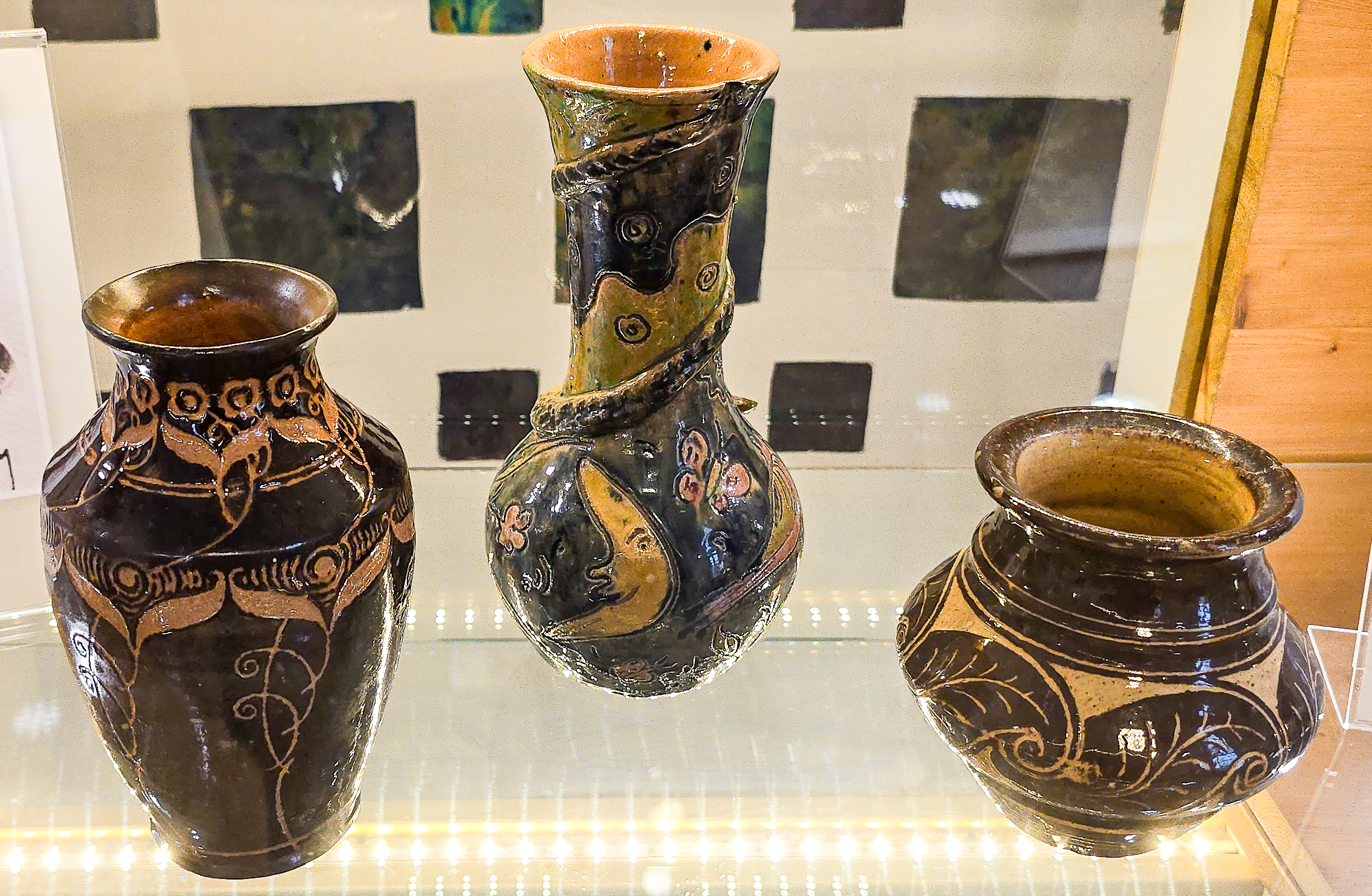
Engobe(wd) (természetes földfesték) technikával készült tárgyai
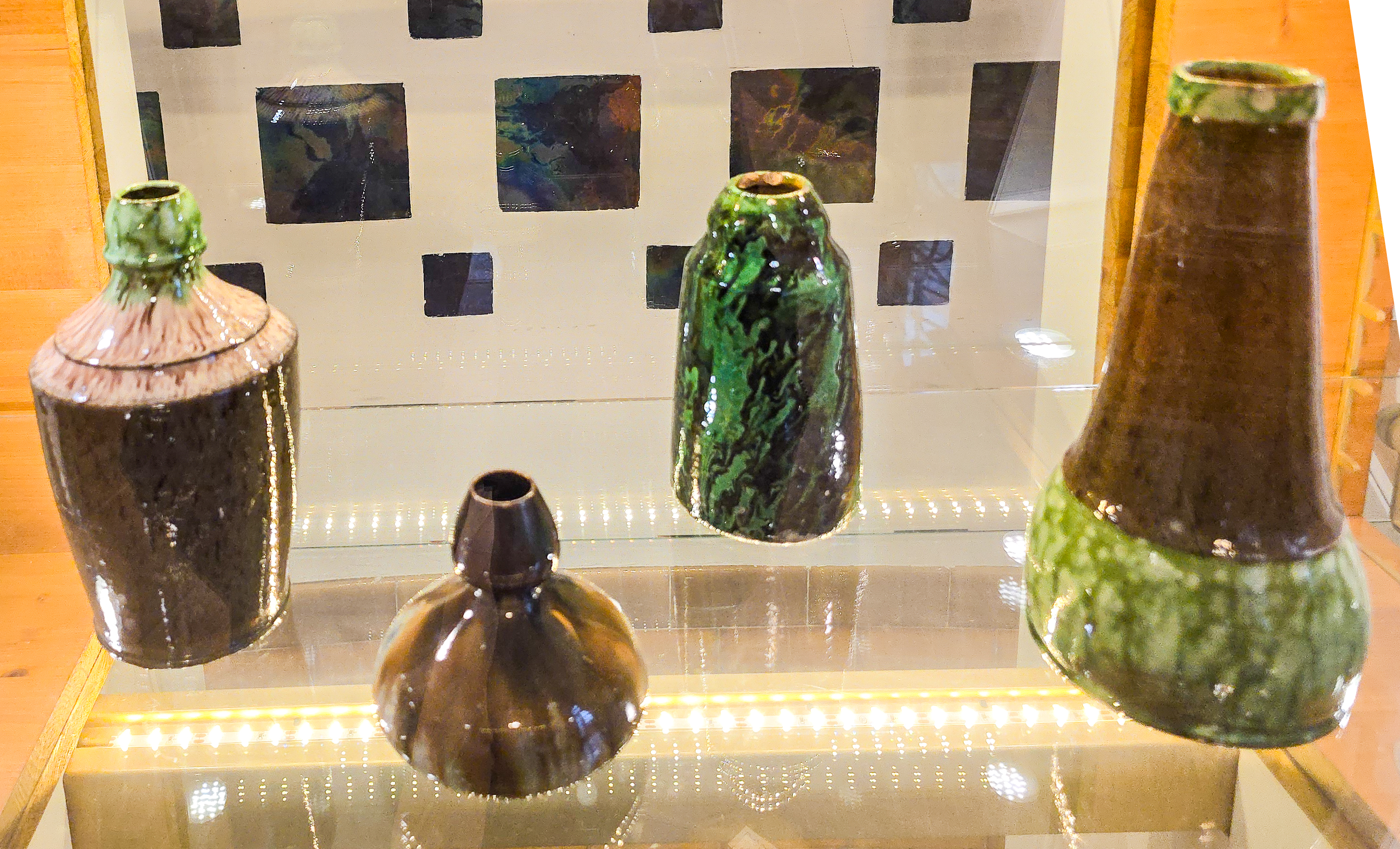
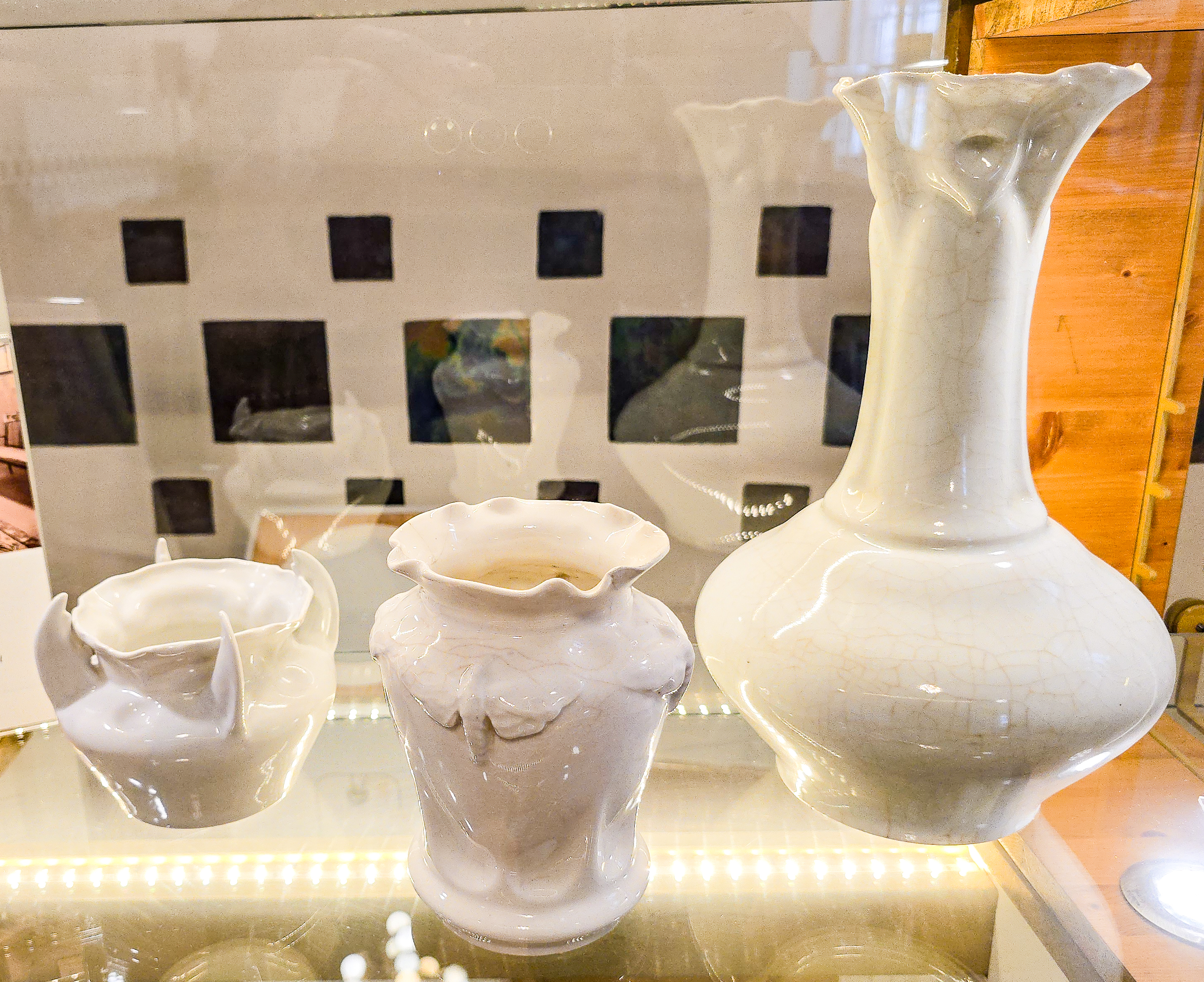
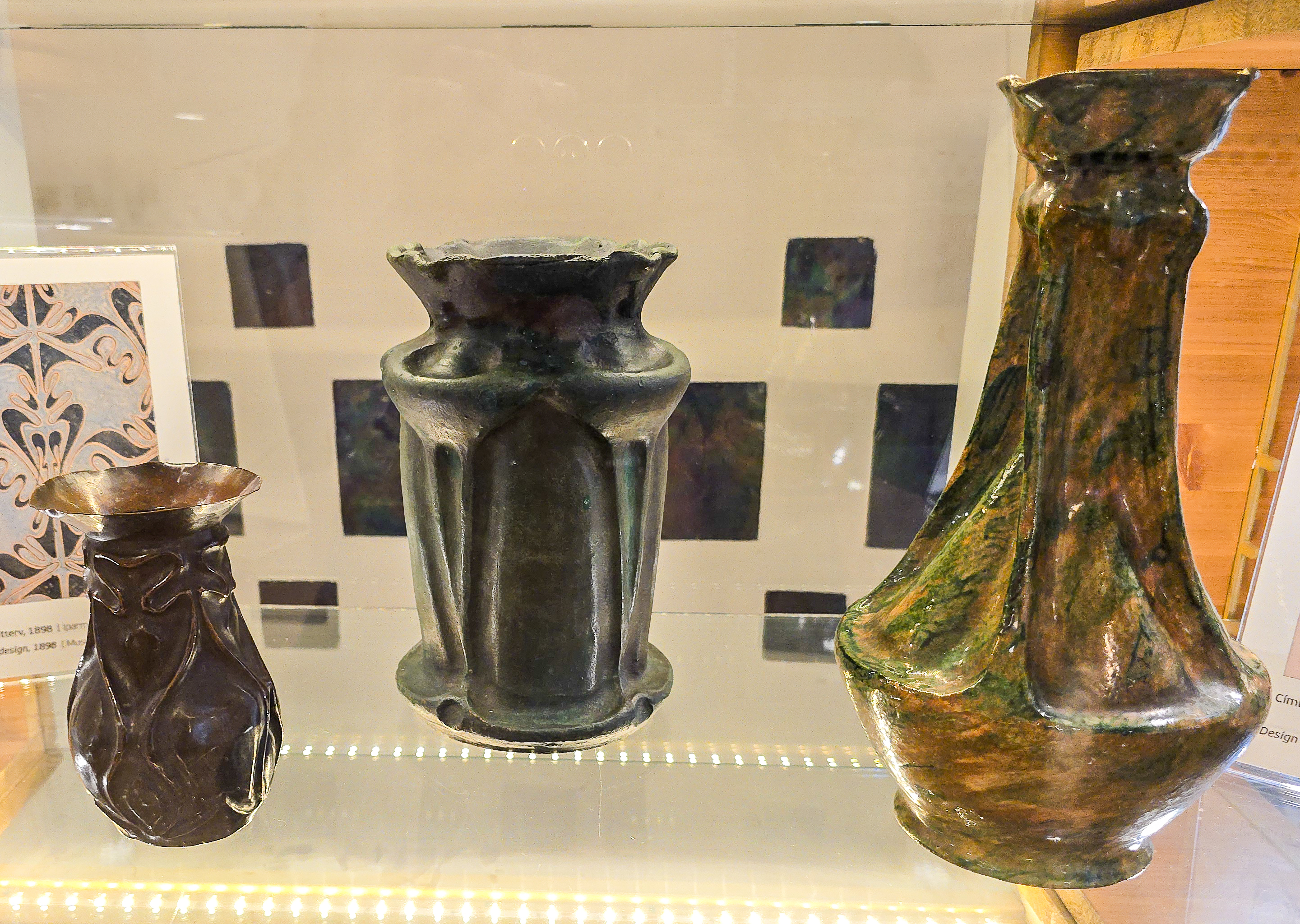

## Egyéb munkái

### Írása
- Horti Pál: A St. louisi világkiállítás. In: Magyar Iparművészet 1904. 7. évf. 6. sz.

### Fényképészeti művei
- Budapest és az ezredéves kiállítás. Képes Útmutató. Év n. Budapest. Phoebus Kiadó. Gazdag képanyaggal. „Horti Pál rézautotypiáival.”
- Felvételeket (platinotípiákat) készített a Feszty-körképről.

## Művei közgyűjteményekben
- Kecskeméti Katona József Múzeum (Cifrapalota). Horti hagyaték (feldolgozta Simon Magdolna).[7]
- BTM Kiscelli Múzeum
- Iparművészeti Múzeum (Horti ékszertervei)
- Móra Ferenc Múzeum, Szeged[8]
- Néprajzi Múzeum, Budapest[9]